# Остроносов Логвін Зосимович
Логвін Зосимович Остроносов (1877 — 2 лютого 1957 , Клинці) — ткач, депутат Державної думи I скликання від Чернігівської губернії.

## Біографія
З родини державного селянина села Казьона Туросна (інша назва «Дурні») Суражського повіту Чернігівської губернії (з 1925 р. у межах м. Клинці, у складі нинішнього Приозерного мікрорайону). Систематичної освіти не здобув, але був грамотний. (За іншими відомостями здобув початкову освіту). До 11 років був пастухом. З 13 років (тобто з 1890 р.) ткач на сукняній мануфактурі «М. М. Гусєва спадкоємців» (пізніше - ф-ка ім. В. Ногіна, потім — Оздоблювальна).
У липні 1905 в Клинцях пройшов тривалий страйк робітників на текстильних фабриках. Логвін Остроносов виявив себе тим часом як яскравий оратор. Незважаючи на молодість, його відрізняла розважливість, він вмів розмовляти з людьми.
15 квітня 1906 р. обраний за підтримки соціал-демократів Державну думу I скликання від загального складу виборщиків Чернігівських губернських виборчих зборів. 18 квітня, на Великдень, вже будучи депутатом, Остроносов виступив на робочому мітингу в Токарівському лісі поблизу Клінців. Козаки розігнали мітинг і затримали організаторів та ораторів. Заарештованих побили нагайками, зв'язали арканами і повели в Клинці з мотузками на шиях, помістивши кожного заарештованого між двох кінних козаків. Після нічного розгляду через депутатську недоторканність Остроносов був звільнений, але цей епізод — «Депутат з петлею на шиї», якого тягнуть за конем, — став відомий на всю Росію .
На питання думської анкети про партійну належність назвав себе "безпартійним, що співчуває соціалістам". Журналісти називали його "народним соціалістом". У Думі він увійшов до Трудової групи. Соціал-демократична фракція виникла зі значним запізненням лише після приїзду грузинських депутатів-меншовиків. Після її утворення Остроносов до неї не перейшов, хоча постійно контактував із нею. 22 травня 1907 був обраний до Постійного комітету Трудової групи, який складався лише з 8 депутатів. На 19-му засіданні вступив у публічну полеміку з князем Н.С. Волконським, стверджуючи, що причина низьких урожаїв на селянських наділах, не в невмінні селян працювати, а як найгірші землі, отримані ними при реформі 1861 р. приходили на його ім'я вітальні телеграми він або зачитував сам (наприклад, телеграму селян села Творишино Суражського повіту), або передавав для оголошення до Президії (вітання Думі від Клинцівської управи, від Коржівської  пожежної дружини).
Підписав звернення 14 робітничих депутатів «До всіх робітників». На 14-му засіданні Думи Остроносов виступав на підтримку пропозиції негайно утворити земельні комітети на місцях. Починаючи з 18 травня Остроносов регулярно приєднується до парламентських запитів до Уряду. Загалом він підписав 25 депутатських запитів (у тому числі про каральну акцію в с. Медведове Стародубського повіту, про рейд жандармського генерала Рудова тощо). 
Підписав підготовлену соціал-демократами депутатську заяву про долю голови московського союзу друкарів Волкова, заарештованого за заклик до повстання. На початку червня, пропустивши два чи три засідання, Остроносов виїжджав до Клинців, зустрічався з виборцями, розповідаючи про роботу Думи. Його проводи до Петербурга перетворилися на потужну політичну демонстрацію на вокзалі. На пероні вокзалу в Клинцях Остроносов виголосив яскраву, коротку промову, пообіцявши продовжити боротьбу за інтереси трудового люду.
Після розпуску Думи, 10 липня 1906 року у Виборзі підписав «Виборзьке звернення».
Після повернення в Суражський повіт Остроносова чекало кримінальне переслідування. Після тривалого слідства його відпустили. Оскільки з 16 липня було розпочато слідство у справі про Виборзьке звернення, Остроносов двічі на тиждень мав відзначатись у поліції. Суд над «виборжцями» відбувся наприкінці 1907 року у Петербурзі, куди заздалегідь виїхав Остроносов. 18 грудня Особливу присутність Петербурзької судової палати визнало його винним і за ст. 129, ч. 1, п. п. 51 і 3 Кримінального Уложення , засудило до 3 місяців в'язниці і позбавило права балотуватися на вибрані посади.
Звернення засуджених «виборжців» до Касаційного департаменту Сенату 11 березня 1908 р. було відхилено. Разом з іншими депутатами Остроносов відбував свій термін у Петербурзі з травня до серпня 1908 р.
Відомо, що до соціал-демократичної партії Логвін Остроносов так і не вступив, будучи прихильником мирного перетворення суспільства на соціалістичних засадах. Доля Логвіна Зосимовича за радянських часів у деталях невідома  . 
Помер 2 лютого 1957, похований у селищі Чемерна.

## Родина
- Молодший брат — Михайло Зосимович Остроносов (нар. листопад 1897, д. Казенная Туросна Клинцовського повіту Гомельської губ.) студент Білоруського Держ. Університету, який проживав у Мінську, 12 лютого 1926 р. засуджено ВЗГ за звинуваченням у 61, 73 КК БРСР (антирадянська агітація) до 3 років висилки до Комі-Перм'яцького національного округу. Реабілітовано 23 червня 1992 р. Прокуратура Республіки Білорусь [6] .
- Дружина — Ганна Фадіївна в одруженні Остроносова, уроджена ? (1881 — 7 липня 1964).